# Wisconsin
 Ovo je glavno značenje pojma Wisconsin. Za druga značenja pogledajte Wisconsin (razdvojba).
Wisconsin je jedna od 50 američkih saveznih država. Nalazi se na sjeveru središnjeg dijela Sjedinjenih Američkih Država. Izlazi na obale dva od ukupno pet jezera iz grupe Velikih jezera, i to na jezero Jezero Michigan i Jezero Superior, a graniči s četiri američke savezne države: Iowom, Ilinoisom, Minnesotom i Michiganom. Prostire se na površini od 169.639 km², a po popisu iz 2008. godine ima 5.627.967 stanovnika. Glavni grad je Madison, a najveći grad Milwaukee.

## Stanovništvo
Indijanci
.-Wisconsin je pradomovina plemenima Fox, Kickapoo, Menominee, Sac i Winnebago, te dijelovi Chippewa. –Danas je situacija nešto drugačija. Chippewe su ostali na nekoliko rezervata, to su Bad River, Red Cliff, Lac du Flambeau, Lac Courte Oreilles, i Saint Croix.  Pleme Winnebago i danas živi ovdje pod imenom Ho-Chunk.  Forest Potawatomi nastanjeni su blizu granice s Michiganom. Menominee su isto ostali u starom kraju. Od novih doseljenika možemo naći Oneide, jedno od plemena saveza Irokeza, koje je ovamo sklonjeno od strane američke vlade, kako bi ih se zaštitilo od osvete Irokeza, zbog nelojalnosti konfederaciji.  Stockbridge iz konfederacije Mahicana i Delawarci iz plemena Munsee također su nastanjeni u Wisconsinu nakon što su za njih otvoren rezervat. U blizini njih žive i Brothertown.

## Gradovi
Gradovi preko 6,000 (2000):
- Allouez, Wisconsin (pop. 15,443), okrug Brown
- Altoona, Wisconsin (pop. 6,698), okrug Eau Claire
- Antigo, Wisconsin  (pop. 8,560), okrug Langlade
- Appleton, Wisconsin  (pop. 70,087), okrug Outagamie
- Ashland, Wisconsin  (pop. 8,620), okrug Ashland
- Ashwaubenon, Wisconsin  (pop. 17,634), okrug Brown
- Baraboo, Wisconsin  (pop. 10,711), okrug Sauk
- Beaver Dam, Wisconsin  (pop. 15,169), okrug Dodge
- Bellevue, Wisconsin (pop. 11,828), okrug Brown
- Beloit, Wisconsin  (pop. 35,775), okrug Rock
- Brookfield, Wisconsin  (pop. 38,649), okrug Waukesha
- Brown Deer, Wisconsin (pop. 12,170), okrug Milwaukee
- Burlington, Wisconsin  (pop. 9,936), okrug Racine
- Caledonia, Wisconsin (pop. 23,614), okrug Racine
- Cedarburg, Wisconsin  (pop. 10,908), okrug Ozaukee
- Chippewa Falls, Wisconsin  (pop. 12,925), okrug Chippewa
- Cudahy, Wisconsin (pop. 18,429), okrug Milwaukee
- De Pere, Wisconsin (pop. 20,559), okrug Brown
- DeForest, Wisconsin (pop. 7,368), okrug Dane
- Delafield, Wisconsin (pop. 6,472), okrug Waukesha
- Delavan, Wisconsin  (pop. 7,956), okrug Walworth
- Eau Claire, Wisconsin  (pop. 61,704), okrug Eau Claire
- Elkhorn, Wisconsin (pop. 7,305), okrug Walworth
- Elm Grove, Wisconsin (pop. 6,249), okrug Waukesha
- Fitchburg, Wisconsin  (pop. 20,501), okrug Dane
- Fond du Lac, Wisconsin (pop. 42,203), okrug Fond du Lac
- Fort Atkinson, Wisconsin (pop. 11,621), okrug Jefferson
- Fox Point, Wisconsin (pop. 7,012), okrug Milwaukee
- Franklin, Wisconsin (pop. 29,494), okrug Milwaukee
- Genesee, Wisconsin (pop. 7,284), okrug Waukesha
- Germantown, Wisconsin (pop. 18,260), okrug Washington
- Glendale, Wisconsin (pop. 13,367), okrug Milwaukee
- Grafton, Wisconsin  (pop. 10,312), okrug Ozaukee
- Grand Chute, Wisconsin (pop. 18,392), okrug La Crosse
- Grand Rapids, Wisconsin (pop. 7,801), okrug Bayfield
- Green Bay, Wisconsin  (pop. 102,313), okrug Brown
- Greendale, Wisconsin  (pop. 14,405), okrug Milwaukee
- Greenfield, Wisconsin  (pop. 35,476), okrug Milwaukee
- Greenville, Wisconsin (pop. 6,844), okrug Outagamie
- Hales Corners, Wisconsin (pop. 7,765), okrug Milwauke
- Hartford, Wisconsin (pop. 10,905), okrug Washington
- Hartland, Wisconsin (pop. 7,905), okrug Waukesha County,
- Holmen, Wisconsin (pop. 6,200), okrug La Crosse
- Howard, Wisconsin (pop. 13,546), okrug Brown
- Hudson, Wisconsin  (pop. 8,775), okrug St. Croix
- Janesville, Wisconsin  (pop. 59,498), okrug Rock
- Jefferson, Wisconsin  (pop. 7,338), okrug Jefferson
- Kaukauna, Wisconsin (pop. 12,983), okrug Outagamie
- Kenosha, Wisconsin  (pop. 90,352), okrug Kenosha
- Kimberly, Wisconsin (pop. 6,146), okrug Outagamie
- La Crosse, Wisconsin  (pop. 51,818), okrug La Crosse
- Lake Geneva, Wisconsin  (pop. 7,148), okrug Walworth
- Lisbon, Wisconsin (pop. 9,359), okrug Taylor
- Little Chute, Wisconsin (pop. 10,476), okrug Outagamie
- Madison, Wisconsin  (pop. 208,054), okrug Dane
- Manitowoc, Wisconsin  (pop. 34,053), okrug Manitowoc
- Marinette, Wisconsin  (pop. 11,749), okrug Marinette
- Marshfield, Wisconsin (pop. 18,800), okrug Wood
- McFarland, Wisconsin (pop. 6,416), okrug Dane
- Menasha, Wisconsin  (pop. 16,331), okrug Winnebago
- Menomonee Falls, Wisconsin (pop. 32,647), okrug Waukesha
- Menomonie, Wisconsin  (pop. 14,937), okrug Dunn
- Mequon, Wisconsin  (pop. 21,823), okrug Ozaukee
- Merrill, Wisconsin (pop. 10,146), okrug Lincoln
- Merton, Wisconsin (pop. 7,988), okrug Waukesha
- Middleton, Wisconsin  (pop. 15,770), okrug Dane
- Milwaukee, Wisconsin  (pop. 596,974), okrug Milwaukee
- Monona, Wisconsin (pop. 8,018), okrug Dane
- Monroe, Wisconsin  (pop. 10,843), okrug Green
- Mount Pleasant, Wisconsin (pop. 23,142), okrug Racine
- Mukwonago, Wisconsin (pop. 6,868), okrug Waukesha
- Muskego, Wisconsin  (pop. 21,397), okrug Waukesha
- Neenah, Wisconsin  (pop. 24,507), okrug Winnebago
- New Berlin, Wisconsin (pop. 38,220), okrug Waukesha
- New London, Wisconsin (pop. 7,085), okrug Waupaca
- New Richmond, Wisconsin (pop. 6,310), okrug St. Croix
- Norway, Wisconsin (pop. 7,600), okrug Dane
- Oak Creek, Wisconsin (pop. 28,456), okrug Milwaukee
- Oconomowoc, Wisconsin  (pop. 12,382), okrug Waukesha
- Onalaska, Wisconsin (pop. 14,839), okrug La Crosse
- Oregon, Wisconsin  (pop. 7,514), okrug Dane
- Oshkosh, Wisconsin  (pop. 62,916), okrug Winnebago
- Pewaukee, Wisconsin (pop. 11,783), okrug Waukesha
- Platteville, Wisconsin  (pop. 9,989), okrug Grant
- Pleasant Prairie, Wisconsin  (pop. 16,136), okrug
- Plover, Wisconsin (pop. 10,520), okrug
- Plymouth, Wisconsin  (pop. 7,781), okrug
- Port Washington, Wisconsin  (pop. 10,467), okrug
- Portage, Wisconsin  (pop. 9,728), okrug
- Prairie du Chien, Wisconsin (pop. 6,018), okrug
- Racine, Wisconsin  (pop. 81,855), okrug
- Reedsburg, Wisconsin  (pop. 7,827), okrug
- Rhinelander, Wisconsin  (pop. 7,735), okrug
- Rib Mountain, Wisconsin (pop. 7,556), okrug
- Rice Lake, Wisconsin (pop. 8,320), okrug
- Richfield, Wisconsin (pop. 10,373), okrug
- Ripon, Wisconsin (pop. 6,828), okrug
- River Falls, Wisconsin (pop. 12,560), okrug
- Salem, Wisconsin  (pop. 9,871), okrug
- Shawano, Wisconsin (pop. 8,298), okrug
- Sheboygan, Wisconsin  (pop. 50,792), okrug
- Sheboygan Falls, Wisconsin  (pop. 6,772), okrug
- Shorewood, Wisconsin  (pop. 13,763), okrug
- Somers, Wisconsin (pop. 9,059), okrug
- South Milwaukee, Wisconsin  (pop. 21,256), okrug
- Sparta, Wisconsin (pop. 8,648), okrug
- St. Francis, Wisconsin  (pop. 8,662), okrug
- Stevens Point, Wisconsin  (pop. 24,551), okrug
- Stoughton, Wisconsin  (pop. 12,354), okrug
- Sturgeon Bay, Wisconsin  (pop. 9,437), okrug
- Suamico, Wisconsin (pop. 8,686), okrug
- Sun Prairie, Wisconsin (pop. 20,369), okrug
- Superior, Wisconsin  (pop. 27,368), okrug
- Sussex, Wisconsin  (pop. 8,828), okrug
- Tomah, Wisconsin (pop. 8,419), okrug Monroe
- Two Rivers, Wisconsin  (pop. 12,639), okrug Manitowoc
- Vernon, Wisconsin (pop. 7,227), okrug Waukesha
- Verona, Wisconsin  (pop. 7,052), okrug Dane
- Washington, Wisconsin  (pop. 6,995), okrug Door
- Watertown, Wisconsin  (pop. 21,598), okrug Jefferson
- Waukesha, Wisconsin  (pop. 8,596), okrug Waukesha
- Waunakee, Wisconsin (pop. 8,995), okrug Dane
- Waupun, Wisconsin (pop. 10,718), okrug Fond du Lac
- Wausau, Wisconsin  (pop. 38,426), okrug Marathon
- Wauwatosa, Wisconsin (pop. 47,271), okrug Milwaukee
- West Allis, Wisconsin (pop. 61,254), okrug Milwaukee
- West Bend, Wisconsin  (pop. 28,152), okrug Washington
- Weston, Wisconsin (pop. 12,079), okrug Dunn
- Whitefish Bay, Wisconsin  (pop. 14,163), okrug Milwaukee
- Whitewater, Wisconsin  (pop. 13,437), okrug Walworth
- Wisconsin Rapids, Wisconsin  (pop. 18,435), okrug Wood